# Stippelberg

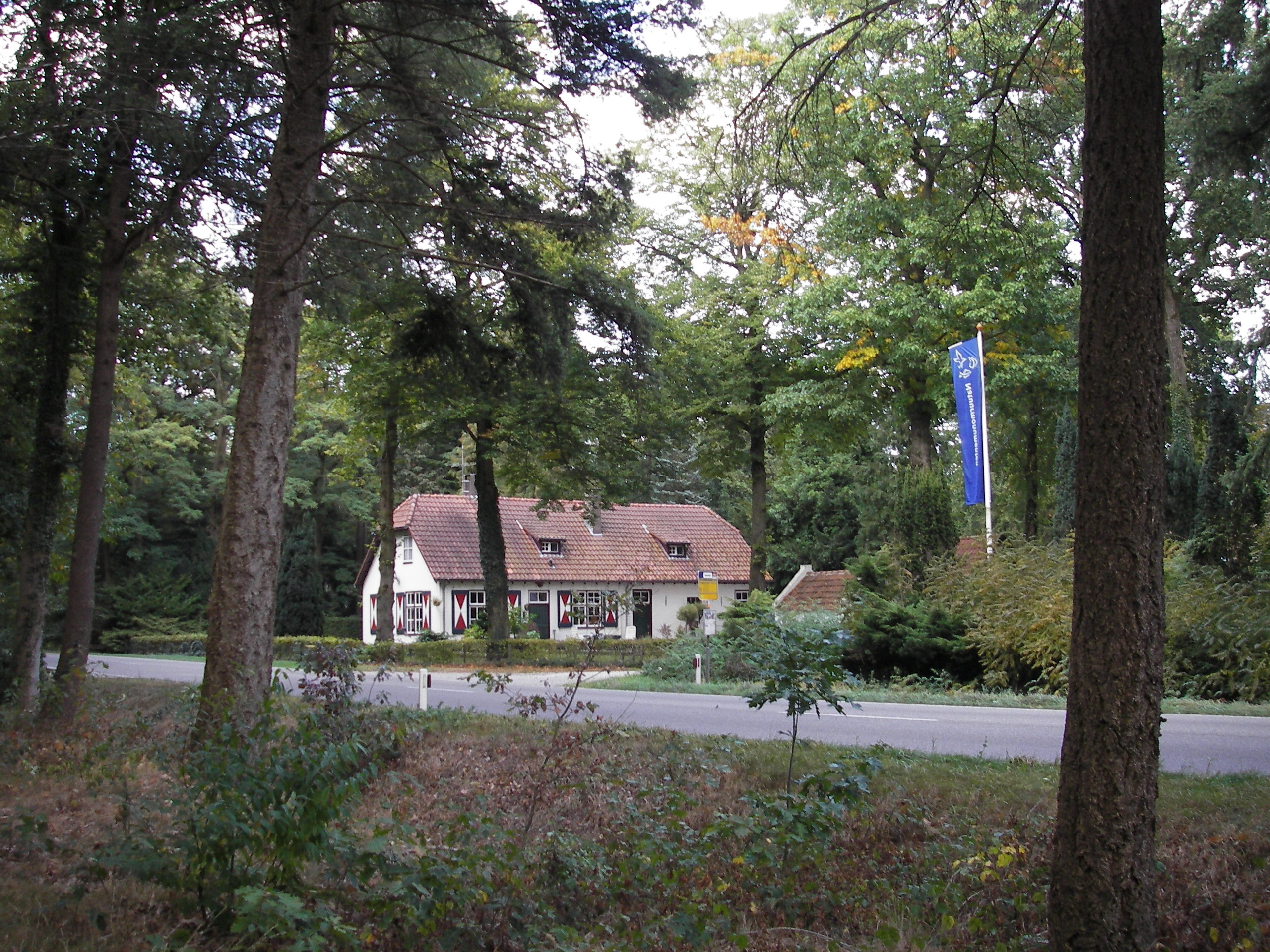
De boswachterswoning in de Stippelberg

De Stippelberg is een natuurgebied van 975 ha in de Nederlandse gemeente Gemert-Bakel (provincie Noord-Brabant). Het is eigendom van de Vereniging Natuurmonumenten.

## Geschiedenis
Het gebied maakte oorspronkelijk deel uit van het uitgestrekte heidegebied in de Peel. In 1884 kocht de Amsterdamse katholieke advocaat en notaris Walther Simon Joseph van Waterschoot van der Gracht een nabijgelegen deel van dit gebied van de gemeente Bakel en liet dit daarna tot bos en landbouwgrond ontginnen door de Heidemij.
In 1893 kocht textielfabrikant Abraham Ledeboer (Enschede 1842-1897, firmant van Heek & Co ) ook een groot stuk grond en stichtte daarop het landgoed De Stippelberg en de De Sijp. In de periode van 1890 tot 1950 werd veel productiebos aangeplant, voornamelijk bestaande uit Grove den en Amerikaanse eik. Het gebied werd intensief gebruikt voor de jacht. Het landhuis aan de Ledeboerlaan, dat nog steeds particulier bezit is, herinnert hier nog aan.
In 1993 werd het gebied grotendeels verkocht aan Vereniging Natuurmonumenten.

## Omgeving
Landgoed De Stippelberg behoort, tezamen met het Beestenveld in het noorden en de Nederheide in het zuiden tot het grootste aaneengesloten boscomplex in Noord-Brabant met een oppervlakte van ca 1925 ha. Op zijn beurt sluit dit complex weer aan bij drie uitgestrekte bosgordels in Brabant en Limburg:
- Naar het oosten sluit de Stippelberg via Vliegbasis De Peel (zeer natuurrijk, maar niet voor het publiek toegankelijk) aan op een bosgordel met o.a. de Ballonzuilbossen en de Overloonse Duinen.
- Naar het noorden liggen de landgoederen de Sijp en Groote Slink / Bunthorst, beide in bezit van het Brabants Landschap; nog verder naar het noorden sluiten die aan bij het Sint Anthonisbos.
- Naar het westen sluit de Stippelberg via en smalle bosstrook aan bij de Grotelse heide en omgeving (zie: Biezen en Milschot, Bakelse bos, het Zandbos en de Brouwhuisse heide bij Helmond en tot slot de Liesselse bossen en de Dennendijkse bossen bij Asten.

Naar het noordoosten ligt het ontginningsgebied de Jodenpeel. Naar het zuidoosten vindt men eveneens een ontginningsgebied, De Klef geheten.

## Beschrijving
De Stippelberg is een uitgestrekt bosgebied te midden van uitgestrekte, zeer intensief benutte landbouwgebieden. Het wordt dan ook wel omschreven als een beboste oase in de maïswoestijn.
In dit typische ontginningsbos, dat pas sinds 1993 in bezit is van Vereniging Natuurmonumenten, wordt het karakter nog sterk bepaald door Grove den en Amerikaanse eik. Daarnaast zien we diverse soorten Spar, Lariks, Berk en Beuk. Bijzonder is een laan die omzoomd is met hoge levensbomen. Vereniging Natuurmonumenten tracht de variatie te vergroten door het aandeel van de Amerikaanse eik terug te dringen en de ontwikkeling naar natuurlijk bos te bevorderen. Ook tracht men natte plekken terug te brengen en de scherpe en kaarsrechte overgangen tussen het bos en de grootschalige landbouwgebieden in de omgeving te verzachten. Verder breidt men de oppervlakte van restanten heide uit.
Enkele jaren geleden is een omvangrijk project voor verdrogingsbestrijding uitgevoerd waarvoor vele waterlopen ondieper werden gemaakt.
De Stippelberg wordt in tweeën gedeeld door de Ripseweg die Milheeze met De Rips verbindt. Daarlangs ligt de boswachterswoning. Iets verder naar het oosten ligt, op een meer verscholen plaats, het eigenlijke landgoed in de vorm van een hoeve met een paar stukken weidegrond, en rhododendronbeplantingen. Merkwaardig is dat dit gedeelte -vanwege de ligging aan de hoge zijde van de breuk van Milheeze- vochtiger, vruchtbaarder en meer gevarieerd is qua begroeiing dan de rest van het gebied.
In het uiterste oosten van het gebied is een 55 ha groot gebied met heide overgebleven. De helaas sterk vergraste heidevelden zijn afgerasterd voor begrazing door Schotse hooglanders. Natuurmonumenten tracht de heide hier uit te breiden en een verbinding met de natuurgebieden op Vliegbasis de Peel tot stand te brengen.
In het westelijk deel vindt men de stippels en de Peelrandbreuk en enkele kleine heideveldjes, alsmede een aantal poelen. De paden zijn overwegend kaarsrecht, alleen in het gebied iets westelijk van de Ripseweg, waar de Stippels (stuifzandheuvels) liggen, hebben de paden een eerder chaotisch verloop. In het westelijk deel is een lint van 30 poelen aangelegd voor o.a. de Vinpootsalamander.

## Geologie

### Breuklijn

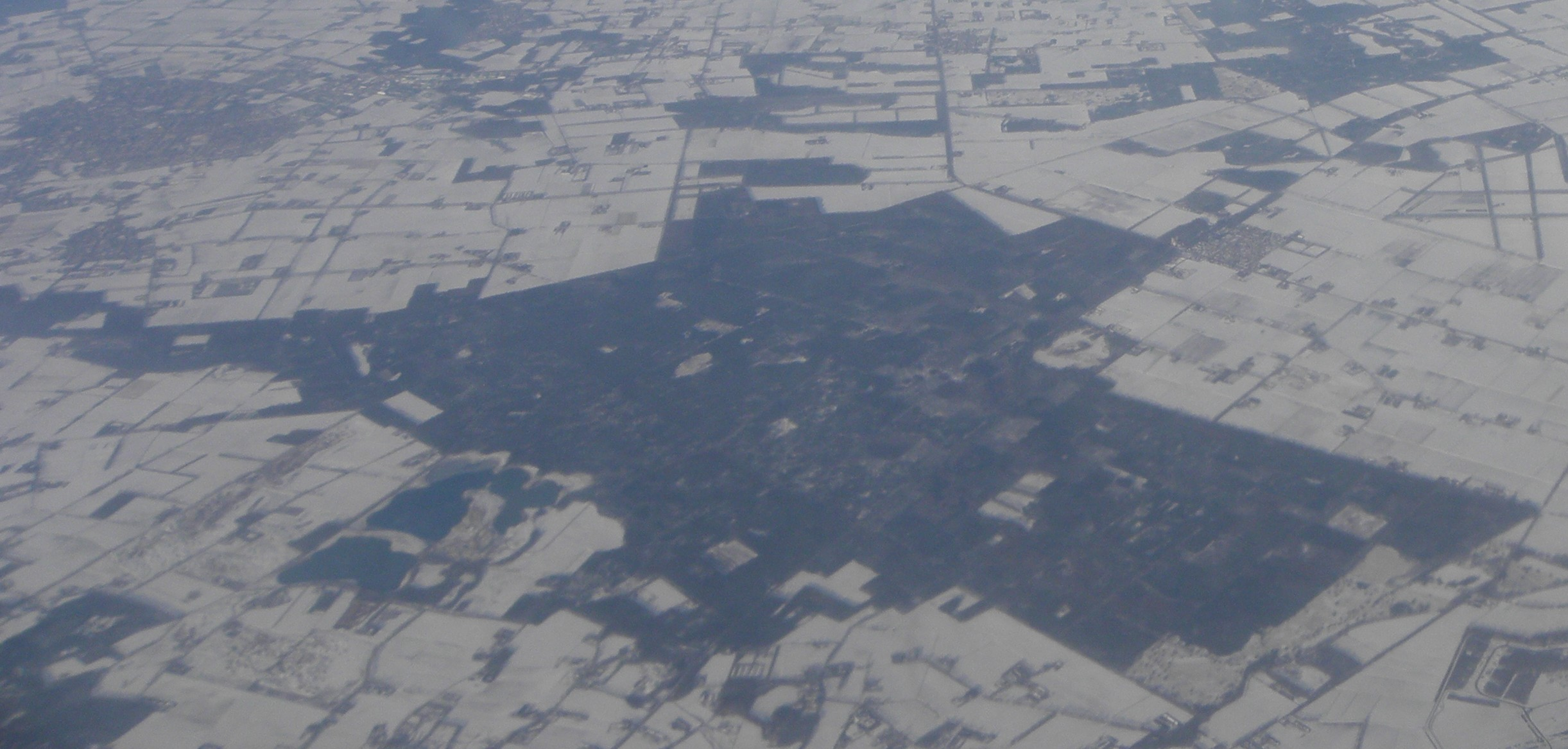
Het natuurgebied vanuit de lucht met Gemert linksboven

De Stippelberg is aardkundig van belang omdat de Storing van Milheeze, die een zijtak is van de Peelrandbreuk, erdoorheen loopt. De Peelrandbreuk loop geheel westelijk van de Stippelberg (over de dorpskernen Bakel en de Mortel), zodat de Stippelberg in zijn geheel op de Peelhorst ligt.
De breuklijn veroorzaakt grote verschillen in waterhuishouding. Niet alleen vormt de breuklijn een laag die de grondwaterstroom blokkeert, maar ook is de gelaagdheid aan weerszijden heel anders. De Horst, oostelijk van de Stippels, wordt gekenmerkt door ondoorlatende lagen op slechts enkele meters beneden het maaiveld. Dit hogere deel is daardoor ook het natste, hetgeen te merken is aan een rijkere en gevarieerdere begroeiing. Aan de westzijde ligt juist een zone met metersdiep gortdroog 'klapzand'.

### Stippels
De Stippelberg is genoemd naar het merkwaardige fenomeen stippels. Tot in de 19e eeuw werd vanuit het zuidwesten veel zand opgestoven dat tot rust kwam in het vochtiger, hoger gelegen deel. Daar vormde het de steile zandduinen die stippels worden genoemd. In de loop van de 20e eeuw werd het stuifzand vastgelegd en raakt het met dennenbos begroeid. De stippels bleven nochtans goed herkenbaar. Ze zijn te vinden op betrekkelijk korte afstand ten westen van de Ripseweg aan de 'rode' wandelroute.

## Fauna
De Stippelberg is van belang als broedgebied van roofvogels en leefgebied van zoogdieren zoals de das. Deze heeft er zich in 1998 van Limburg uit spontaan gevestigd, en heeft zich sindsdien vermenigvuldigd en zich verder naar het westen verbreid.
Een talrijk reptiel is de kleine hagedis, voor amfibieën als de vinpootsalamander is een lint met 30 poelen door het gebied aangelegd.

## Recreatieve voorzieningen
De Stippelberg is, net als de Nederheide en het Beestenveld, in zijn geheel vrij toegankelijk, met uitzondering van de omgeving van het in particulier bezit gebleven landhuis.
Voor wandelaars zijn er de lange-afstandsroute het Peellandpad en de 22 km lange middellange afstandswandeling de "Nederheideroute". In de enorme lengte aan brandgangen en zandpaden zijn twee rondwandelingen uitgezet: één door het westelijk deel en een in het oostelijk deel. Beide beginnen op de parkeerplaats bij de boswachterswoning. Daarnaast zijn er enkele ruiter- en huifkarpaden door het terrein.
Op het verste punt van de oostelijke wandelroute staat uitkijktoren "de Stip" met uitzicht over een heideveldje.
Ten zuiden van De Stippelberg is op een 90 hectare groot terrein een 27-holes golfbaan gerealiseerd. De baan van Golfclub Stippelberg is een onderdeel van het Integraal Gebiedsprogramma Bakel-Milheeze. De Esperloop en de Snelle Loop doorkruisen de baan.

### Blikken emmer
De westelijke (rode) wandelroute voert naar de "stippels". Hier ligt een klimtoren: d'n blekken immer (blikken emmer). In 1811 werden landdriehoeksmetingen uitgevoerd in opdracht van Napoleon. Aangezien er geen vaste punten, doch niets dan heidevelden in de omgeving te zien waren werd er op de hoogste stippel een paal geplaatst die de basis vormde voor verdere metingen. Veel later is er is een houten klimpaal geplaatst waar in de top een emmer hangt. De boswachter kon hierin klimmen om bosbrand te bespeuren, bij het blussen waarvan de emmer goede diensten bewees. Ook was de paal een baken. Als de emmer in top was werd er gewerkt, anders was de werktijd voorbij. De paal is in 1945 vernieuwd terwijl in 1995 een nieuw exemplaar werd geplaatst.